# Strawberry Avalanche
Strawberry Avalanche je singl amerického synthpopového projektu Owl City, který je spolu se singlem "Hot Air Balloon" propagačním singlem ke druhému studiovému albu Ocean Eyes. Singl byl vydán 29. května 2009 na iTunes a byl zveřejněn na stránkách SPIN. Ovšem oficiálně měl vyjít 2. června 2009. Vyšel pouze v digitální podobě.

## Seznam skladeb
| Strawberry Avalanche | Strawberry Avalanche | Strawberry Avalanche |
| Pořadí               | Název                | Délka                |
| -------------------- | -------------------- | -------------------- |
| 1.                   | Strawberry Avalanche | 3:17                 |

## Zajímavosti
"Minulé léto jsem strávil v Tibetu lezením po horách s jednou hostitelskou rodinou a vlastně jsem byl svědkem 'živé' laviny z celé obrovské rokle. Není třeba říci, že to bylo zároveň jak děsivé, tak úžasně inspirující. Té noci po návratu domů jsem se hrbil na gauči a jedl misku Cheerios s čerstvými jahodami. Přemýšlel jsem o tom, že kdyby mě do tváře praštila obří jahodová lavina, tak by to byl ten nejromantičtější způsob k 'nákupu farmy'. Do farmáře mám daleko."
Pro Female First zase Adam říká: "Píseň je o dvou dětech, které stanují ve spacích pytlích na dvorku a představují si, jaká by byla jahodová lavina."
Skladba byla napsána, produkována, nahrána i namixována Adamem Youngem.
"Strawberry Avalanche" se také nachází na druhém CD alba Ocean Eyes Deluxe Version.
Během prvních čtrnácti dnů od vydání byla skladba zakoupena více než 9 000 lidmi.